# L'ispettore spara a vista
L'ispettore spara a vista (Le monocle rit jaune) è un film del 1962 diretto da Georges Lautner.
Si tratta dell'ultimo film di una trilogia diretta da Georges Lautner e interpretata da Paul Meurisse che comprende anche Hitler non è morto (Le monocle noir, 1961) e Sparate a vista all'inafferrabile 009 (L'oeil du monocle, 1962).